# رون تورنر
رون تورنر (بالإنجليزية: Ron Turner)‏ هو لاعب كرة قدم أمريكية أمريكي، ولد في 5 ديسمبر 1953 في مارتينز في الولايات المتحدة.